# يونيس توماس مينر
يونيس توماسينا توماس مينر (8 أغسطس 1899 - 18 مارس 1993) تُدعى أيضاً تومي، عالمةٌ عملت كمديرة تنفيذيّة لأكاديميّة نيويورك للعلوم منذ عام 1939 وحتّى عام 1967. أشرفت على إعادة تنشيط الأكايميّة وتأمين المقرّ الجديد الذي تبرَّع به نورمان وولورث (أخ فرانك وولورث). كانت مينر مدافعةً عن دعم العلوم في قضايا الصحّة العامّة، لاسيّما من خلالها تعاونها مه هيلاري كوبرفيسكي لدعم إنتاج لقاح شلل الأطفال.
انضمّت مينر إلى أكاديميّة نيويورك للعلوم عام 1935، حيث عملت آنذاك كباحثة مساعدة في قسم علم الأحياء اللافقاريات في المتحف الأمريكيّ للتاريخ الطبيعيّ الموجود في مقرّ الأكاديميّة.

## حياتها الشخصيّة
ولدت يوسين توماس مينر في الثامن من أغسطس عام 1899 في إيفرت في ميدلسكس في ماساشوستس. كان والداها فرانك كينت توماس وإليزابيث أر. ويلسون، قد توفيا في مقاطعة ميدلسكس في منطقة ماساتشوستس. التحقت مينر بجامعة بوسطن وتخرَّجَت منها عام 1925. تزوَّجت من روي والدو مينر وهو أمين علم الحيوان في المتحف الأمريكيّ للتاريخ الطبيعيّ، في 23 يناير عام 1926 في نورث آدامز في بيركشاير في ماساتشوستس، كان روي والدو مينر رئيساً سابقاً لأكاديميّة نيويورك للعلوم. من بين أصدقائها العلماء هناك عالمة الأنثروبولوجيا مارغريت ميد التي التقت بها مينر أثناء عملهما كباحثتين مساعدتين في المتحف الأمريكيّ للتاريخ الطبيعيّ. انتقلت مينر خلال سنوات تقاعدها إلى ولاية فلوريدا، حيث توفيت في الثامن عشر من مارس عام 1993.

## مسيرتها المهنيّة
شغلت مينر منصب مدير المتحف التاريخيّ البحريّ، كما كانت عضو مجلس إدارة في المؤسسة الدوليّة للعلوم، ومديرةً للصندوق الوطني لعلاج شلل الأطفال، إضافةً إلى العديد من الأدوار الإداريّة المختلفة في أكاديميّة نيويورك للعلوم. عُيِّنَت في منصب السكرتير التنفيذيّ لأكاديميّة نيويورك للعلوم في أكتوبر من عام 1939 من قِبَل المجلس العلميّ للأكاديميّة. كانت أولى جهودها كسكرتيرة تنفيذيّة للأكاديميّة إطلاق حملة عضويّات في الأكاديميّة، وبحسب سيمون باتز كان نجاحها «يعتمد بشكل كبير على الطبيعة الاجتماعيّة بدلاً من الاعتماد على المزايا العلميّة للمنظمة».
بحلول عام 1948، كان هناك أربعة آلاف عضو في الأكاديميّة، مما تطلّب العثور على مقرٍّ جديد خارج الغرفتين اللتين قدَّمهما المتحف الأمريكيّ للتاريخ الطبيعيّ كقاعات اجتماع. أطلقت حينها الأكاديميّة صندوقاً لجمع مبلغ مليون دولار لشراء مقرٍّ جديد. وضمن هذه الحملة، اشتملت مسؤوليات مينر على التماس التبرُّعات من المحسنين الأثرياء بمن فيهم نورمال وولورث. وقد كان وولورث «معجباً بشدّة ببلاغة مينر وطاقتها وحماسها، لدرجة أنه عندما علم ببحث الأكاديميّة عن مكان جديد، تبرَّع ببساطة بقصره بشرط وحيد وهو أن تدفع الأكاديميّة جميع التكاليف القضائيّة المطلوبة لعملية النقل». فنجحت مينر في تأمين مقرّ جديد للأكاديميّة، وهناك بعض الأدلة التي تشير إلى نجاح الأكاديميّة في جمع مبلغ المليون دولار. على أي حال، جمعت الحملة من الأموال ما يكفي لتجديد منزل وولورث الذي تم التبرُّع به لصالح الأكاديميّة كهديّة عام 1948. سمحت هذه التحديثات للأكاديميّة بالنمو وأصبحت ملتقىً مركزيّ في المجتمع العلميّ في مدينة نيويورك للأحداث الخاصّة والمؤتمرات.
تقاعدت مينر من منصب الإدارة التنفيذيّة عام 1967. وعند تقاعدها، عقدت الأكاديميّة ندوةً خاصّة لتكريم إنجازاتها العظيمة للمؤسسة في اجتماعها السنويّ. ذكرت الأكاديميّة أنه وبفضل مينر، ازداد أعضاء الأكاديميّة من 350 عضواً عام 1939 إلى 26.000 عضو عام 1967.